# Phacellodomus ferrugineigula
Phacellodomus ferrugineigula là một loài chim trong họ Furnariidae.
Loài chim này được tìm thấy trong rừng và rừng, đặc biệt là gần nước, ở phía đông nam Brazil và liền kề phía bắc Uruguay. 
Loài này trước đây được coi là một phân loài của P. erythropthalmus,